# Thiacidas callipona
Auchenisa callipona là một loài bướm đêm trong họ Noctuidae.